# میتسوبیشی ۱ام‌اف۹
میتسوبیشی ۱ام‌اف۹ (به انگلیسی: Mitsubishi 1MF9) یک هواپیمای ساختِ کارخانهٔ میتسوبیشی در کشور ژاپن است. این هواپیما برای نخستین بار در ۱ ژوئیه ۱۹۲۷ میلادی مورد استفاده قرار گرفت.